# Emika
Ema Jolly, bedre under sit scenenavn Emika, er en electronica-producer fra Storbritannien af tjekkisk oprindelse.

## Diskografi

### Albums
- 2011 Emika (Ninja Tune)
- 2013 Dva (Ninja Tune)

### Singler og EP'er
- 2010 "Double Edge" (Ninja Tune)
- 2010 "Drop The Other" (Ninja Tune)
- 2011 "Count Backwards" (Ninja Tune)
- 2011 "Pretend/Professional Loving" (Ninja Tune)
- 2012 "3 Hours" (Ninja Tune)
- 2012 "Chemical Fever" (Ninja Tune)

### Samarbejder
- 2009 Price Tag EP (MyMy & Emika, AUS Music)
- 2011 "2012" (Pinch & Emika, Tectonic)
- 2011 "I Mean" (Paul Frick feat. Emika, Doppelschall)
- 2011  "Make You Sleep" (Kryptic Minds vs. Emika, Black Box)
- 2011 "Pretend" (Brandt Brauer Frick)